# 885
885 (DCCCLXXXV) je bilo navadno leto, ki se je po julijanskem koledarju začelo na petek.

## Dogodki
- Normani oblegajo Pariz.